# Aurélie Allet
Aurélie Allet, née le 1er juillet 1997 à Quatre Bornes, est une joueuse mauricienne de badminton.

## Carrière
Aurélie Allet est médaillée d'or en double dames avec Kobita Dookhee aux Jeux des îles de l'océan Indien 2019 à l'île Maurice.
Elle est médaillée de bronze en double mixte avec Georges Paul aux Jeux africains de 2019.